# Plinia pinnata
Plinia pinnata är en myrtenväxtart som beskrevs av Carl von Linné. Plinia pinnata ingår i släktet Plinia och familjen myrtenväxter. Inga underarter finns listade i Catalogue of Life.